# フランツ・ウルリヒ・キンスキー
フランツ・ウルリヒ・キンスキー・フォン・ヴヒニッツ・ウント・テッタウ（独:Franz Ulrich Kinsky von Wchinitz und Tettau, 1936年10月7日 - 2009年4月2日）は、ボヘミアの旧貴族、資産家。キンスキー・フォン・ヴヒニッツ・ウント・テッタウ侯爵家の第11代当主。全名はフランツ・ウルリヒ・ヨハンネス・クレメンス・クリストフォルス・アントニウス・ボナフェントゥラ・マリア（Franz Ulrich Johannes Clemens Christophorus Antonius Bonaventura Maria）。チェコ語名はフランティシェク・オルジフ・キンスキー・ゼ・ヴヒニッツ・ア・テトヴァ（捷:František Oldřich Kinský ze Vchynic a Tetova）。

## 経歴
キンスキー侯爵家家長ウルリヒ（1893年 - 1938年）とその2番目の妻のマティルデ・フォン・デム・ブッシェ＝ハッデンハウゼン男爵夫人（1900年 - 1974年）の間の長男として生まれ、2歳になる前に侯爵家の当主となった。父方の従妹にリヒテンシュタイン侯夫人マリーが、母方の又従兄にオランダ王配クラウス・フォン・アムスベルクがいる。1940年に第2次世界大戦の戦火を逃れ、母とともにアルゼンチンに移住し、生涯を同国で過ごした。侯爵家のチェコ領内における財産は1945年のベネシュ布告に基づき、没収された。2003年よりフランツは一族の資産の返還を求めてチェコの法廷で国を提訴し、13億ユーロ（約1367億円）相当の資産をめぐる157もの訴えを起こした。
1965年4月14日にブエノスアイレスにおいて、オリンピック金メダリストのポロ競技選手ロベルト・カバナグ（Roberto Cavanagh）の娘ロベルタ・カバナグ（1942年 - 2002年）と結婚し、間に一人息子で後継ぎのカルロス（1967年 - ）をもうけた。最初の妻と離婚後、1977年10月24日にパリにおいて、ポーランド人貴族のヘレナ・フッテン＝チャプスカ伯爵夫人（1941年 - ）と再婚した。